# 18 км (роз'їзд)
18 кілометр — Обгінний Пункт Одеської дирекції Одеської залізниці на лінії Чорноморська — Берегова між станціями Чорноморська (18 км) та Берегова (19 км).
Розташований за декілька кілометрів від села Причорноморське Одеського району Одеської області.
На лінії Чорноморська — Берегова пасажирське сполучення не здійснюється.